# Dyrol Burleson

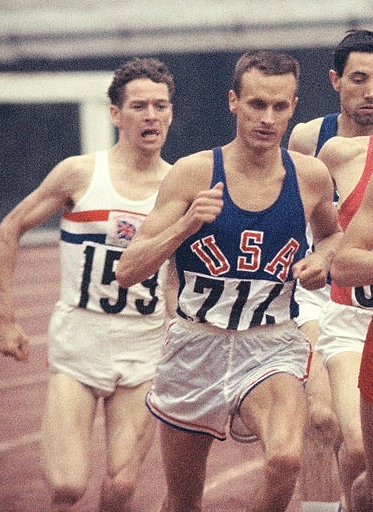
Dyrol Burleson bei den Olympischen Spielen 1964

Dyrol Burleson (Dyrol Jay Burleson; * 27. April 1940 in Saginaw, Michigan) ist ein ehemaliger US-amerikanischer Mittelstreckenläufer, der sich auf die 1500-Meter-Distanz spezialisiert hatte. Er lief bereits in der Highschool, als er von Sam Bell trainiert wurde, zweimal amerikanischen Highschool-Rekord über eine Meile, der erst von Jim Ryun unterboten wurde.
Nach der Highschool nahm er ein Sportstipendium an der University of Oregon an und setzte sein Training bei Bill Bowerman fort.
1959 siegte er bei den Panamerikanischen Spielen in Chicago, 1960 wurde er bei den Olympischen Spielen in Rom Sechster und 1964 wurde er bei den Olympischen Spielen in Tokio Fünfter.
Dreimal wurde er US-Meister über 1500 m bzw. im Meilenlauf (1959, 1961, 1963) und für die University of Oregon startend von 1960 bis 1962 dreimal in Folge NCAA-Meister über 1500 m bzw. eine Meile.
Nach Ende seiner erfolgreichen sportlichen Karriere zog er sich in das heimische ländliche Cottage Grove (Oregon) zurück, wo er erfolgreich Ziegen, Lamas und Alpacas züchtet.

## Persönliche Bestzeiten
- 880 Yards: 1:48,2 min, 24. März 1962, Berkeley (entspricht 1:47,5 min über 800 m)
- 1500 m: 3:38,8 min, 28. Juni 1964, New Brunswick
- 1 Meile: 3:55,6 min, 7. Juni 1963, Compton